# Ernestine Gilbreth Carey
Ernestine Gilbreth Carey (* 4. April 1908; † 4. November 2006 in Fresno) war eine US-amerikanische Autorin.
Sie war die Tochter von Lillian Moller Gilbreth und Frank Bunker Gilbreth, die in den frühen Jahren des 20. Jahrhunderts Pioniere auf dem Gebiet des Zeit- und Bewegungsmanagements waren. Sie lebte als Kind in Montclair, New Jersey. Das Aufwachsen mit ihren elf Geschwistern beschrieb sie in dem Buch Im Dutzend billiger (1948), das 1950 verfilmt und 2003 neuverfilmt wurde. Dieses Buch sowie den zweiten Teil schrieb sie gemeinsam mit ihrem Bruder Frank. Sie machte ihren Abschluss am Smith College und arbeitete als Einkäuferin für Kaufhäuser. 1930 heiratete sie Charles E. Carey senior, mit dem sie zwei Kinder hat – Lillian Carey Barley (* 1938) und Charles E. Carey, Jr (* 1942). Außer den beiden Büchern, die sie mit ihrem Bruder zusammen schrieb, schrieb sie auch mehrere eigene Bücher. Sie zog nach Reedley, Californien. Ernestine Gilbreth Carey starb am 4. November 2006 an Altersschwäche in Fresno, Californien im Alter von 98.

## Werke
- Im Dutzend billiger (Cheaper by the Dozen, 1948) (mit Frank Gilbreth Jr.)
- Aus Kindern werden Leute (Belles on Their Toes, 1952) (mit Frank Gilbreth Jr.)
- Jumping Jupiter
- Eine aus dem Dutzend heiratet (Rings Around Us, 1957)
- Giddy Moment